# Economia da Bósnia e Herzegovina
A par da Macedónia do Norte, a Bósnia e Herzegovina era a mais pobre das repúblicas da antiga Iugoslávia. A agricultura esteve sempre principalmente em mãos privadas, mas as quintas costumam ser pequenas e ineficientes e os bens alimentares são habitualmente uma das importações da república. A economia planificada deixou alguns legados na economia. Segundo as teorias económicas em voga, a indústria tem um grande excesso de pessoal. Sob a liderança do Marechal Tito, a indústria militar foi colocada na república, e a Bósnia albergava uma grande porção das indústrias de defesa da Jugoslávia.
Três anos de guerras interétnicas destruíram a economia e as infraestruturas da Bósnia, causando um aumento exponencial do desemprego e uma queda na produção de 80%, já para não falar da morte de entre 60 e 200 mil pessoas e do deslocamento forçado de metade da população. Com uma paz instável no país, a produção recuperou entre 1996 e 1998 em grandes percentagens anuais, mas o crescimento abrandou consideravelmente em 1999 e o PIB permanece bem abaixo dos níveis de 1990.